# Мендзижеч
Мендзѝжеч (на полски: Międzyrzecz; на немски: Meseritz; на латински: Meserici, Mederecensis) е град в Западна Полша, Любушко войводство. Административен център е на Мендзижечки окръг, както и на градско-селската Мендзижечка община. Заема площ от 10,26 км2. Към 30 юни 2017 година населението му възлиза на 18 310 души.

## Градове партньори
|  | Държава  | Град            |
|  | Германия | Харен           |
|  | Германия | Бад Фрайенвалде |
|  | Холандия | Халдерберге     |
|  | Холандия | Влагтведе       |
|  | Германия | Рощок           |
|  | Франция  | Ондрези         |
|  | -------- | --------------- |